# 大野藩
大野藩（おおのはん）は、越前国大野郡の大野城（亀山城。現在の福井県大野市）を居城とした藩。1624年に越前松平家が入封して成立。1682年に土井利房が4万石で入り、廃藩置県まで譜代大名の土井家が8代約190年続いた。

## 歴史

### 前史

#### 室町時代から安土桃山時代
中世、現在の大野市の中心地区周辺には亥山城や戌山城があり、室町時代初期に越前守護斯波氏一族の斯波義種、戦国時代には朝倉氏一族の朝倉景鏡、越前一向一揆の杉浦玄任が大野郡支配の拠点とした。戦国時代には町場も形成されていたことが史料に見えるという。
天正3年（1575年）、越前一向一揆を壊滅させた織田信長は、大野郡の3分の2を金森長近に与えた。長近は当初戌山城に入ったが、戌山の東にあって城下町の開発に便宜がある独立丘陵・亀山に新たな城として大野城を築いた。また、城下町として大野町を整備し、美濃街道を整備して城下を通すこととした。金森長近は豊臣政権下でも引き続き大野郡の3分の2を領していたが、天正14年（1586年）に飛騨高山への転封が命じられた。その後の大野には青木一矩、次いで織田秀雄（織田信雄の子。「大野宰相」と呼ばれた）が入った。織田秀雄は慶長5年（1600年）の関ヶ原の戦いで西軍に与したため、戦後に改易された。

#### 北荘藩領
関ヶ原の戦いののち、越前一国は結城秀康の支配下に入った。秀康は重臣や腹心を領内の枢要の地に配置したが、大野には土屋昌春（正明）を入れて3万8000石を知行させた。慶長12年（1607年）に秀康が死去すると、土屋昌春は殉死した。徳川家康・秀忠は、重臣たちの殉死を禁じて年若い松平忠直（13歳）の補佐に当たらせる意向であったために、土屋昌春の殉死は咎められ追罰を受けた。慶長14年には小栗正高が大野に入っている。『当代記』によれば小栗を配置したことは家康の指示であるという。大坂の陣の際には重臣の加藤康寛（木本領主5000石）が大野城に入り、留守中の一揆蜂起に備えている。
元和9年（1623年）、67万石の大名であった松平忠直は改易された。一時は北ノ庄藩を世子の仙千代（のちの松平光長）に継がせる方針があったとされるが、翌寛永元年（1624年）4月に仙千代は越後国高田藩に25万石で移され、これと入れ替わりで越後高田藩主であった忠直の次弟松平忠昌が北ノ庄藩に移り、52万5280石が与えられた。忠直の旧領のうち大野郡は、忠直・忠昌の弟3人（直政・直基・直良）によって分割されることとなった。

### 越前松平家の時代
寛永元年（1624年）6月、松平直政に5万石（大野藩）、松平直基に3万石（越前勝山藩）、松平直良に2万5000石（木本藩）が与えられ、それぞれ大名に列した。
松平直政は結城秀康の三男で、元和2年（1616年）には兄の忠直から木本で1万石を与えられている。その後、幕府から兄・忠昌の旧領であった上総国姉崎に領地を与えられて独立の大名（姉崎藩主）となっていた。寛永元年（1624年）、上述の事情で越前大野に5万石で移され、初代大野藩主となる。直政は、寛永10年（1633年）4月に信濃松本藩へ移された。
大野藩領は一旦収公され、丸岡藩の預地となっていたが、寛永12年（1635年）8月に越前勝山藩から松平直基（秀康の五男）が移された。寛永21年（1644年）3月、直基は出羽山形藩へ移封され、代わって越前勝山藩より松平直良（秀康の六男）が入った。延宝6年（1678年）に直良が死去すると、その子である直明が家督を継いだが、直明は天和2年（1682年）に播磨明石藩へ移封された。
松平直政・直基・直良が兄弟で藩主を受け継ぐ形になっているが、家督相続によるものではなく、上述の通り転封によるものである。直政に与えられた5万石の領地はほぼ受け継がれた。松平家の時代の藩政について、詳しいことはわかっておらず、30年余の長期にわたった直良の時代に支配機構の整備が進んだこと、大野町南方の原野「堀切野」の新田開発免許が安川与三右衛門に出されたこと、面谷村（現在の大野市面谷）で銅山（面谷銅山）の開発を行ったものの近隣の村で鉱毒被害が生じたことなどが知られる。

### 土井家の時代

#### 土井家の入封
天和2年（1682年）、松平直明に代わり、元老中の土井利房（土井利勝の四男）が大野藩に4万石で移された。7月16日に大野に入った利房は、領内を巡察し、定書を相次いで発して領内の掌握を図った。利房は翌天和3年（1683年）閏5月25日に死去し、その治世は1年に満たなかったが、大野藩政の基本を定めた。
大野藩は生産力が低く年貢増徴策も限りがあり、見るべき産業もないとされる中で厳しい財政運営が迫られることとなった。藩士の削減などが図られているが、元禄12年（1699年）には年貢減免などを要求する一揆が発生した。土井利忠は大坂加番について、むしろ藩財政に有利であったと述べている。

#### 7代藩主・土井利忠

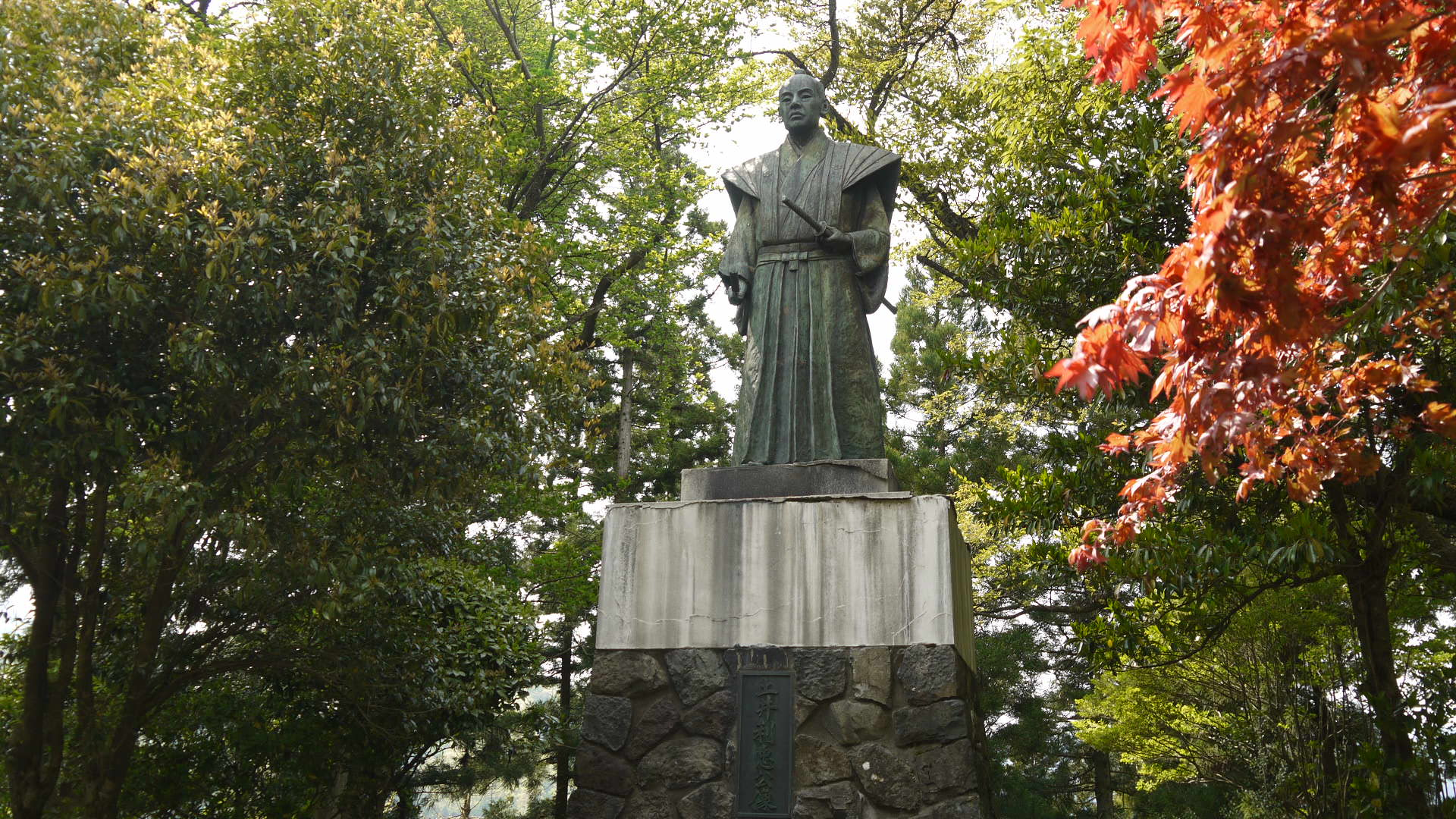
大野城跡の「土井利忠公像」

天保年間に入ると飢饉が藩内を襲い、藩財政は大いに逼迫した。このような中で第7代藩主・土井利忠は財政再建を主とした藩政改革に取り組んだ。天保13年（1842年）に始まった改革令を「更始の令」という。生産性の向上・教育制度の普及・有能な人材の登用・藩借金の整理などを行なった結果、改革後8年にして利忠は借金を処理することに成功した。安政5年（1858年） 幕府より北蝦夷地開拓の許可を得た。利忠は藩営病院の設立、西洋軍制の導入、種痘の実施、有能な人材の藩校就学の徹底と遊学の奨励など、積極的な改革を行なって多くの成功を収めた幕末期の名君であった。
藩政改革には内山良休（七郎右衛門）・良隆（隆佐）兄弟が登用され尽力した。大野藩では特産品を作ることを奨励し、全国各地に藩営の取次店「大野屋」を置いて販売していたほか、大野屋の商品輸送や蝦夷地との往来のために西洋式帆船の大野丸を運航させた。七郎右衛門良休は「大野屋」の開設や銅山経営などで手腕を発揮し、万延元年（1860年）に家老職に就いた。隆佐は蝦夷地開拓や「大野丸」建造、蘭学の振興、軍備の刷新に努め、文久3年（1863年）に家老職と軍事総督を命じられたが家老職は辞退している。
江戸後期の大野藩は、特に西洋の先進技術の研究・摂取に熱心であった。石高4万石の小大名でありながら、藩を挙げて蘭学の原書や辞書を翻訳しており、当時の藩士や武家の子弟たちは自らも写本に励みながら、最先端の西洋の学問を学んだ。これらの洋書および翻訳の和書は、現在は福井県立大野高等学校に所蔵されている。

#### 幕末から廃藩置県まで
文久2年（1862年）に利忠が病で隠退した後はその三男・土井利恒が藩主となる。
戊辰戦争では大野藩兵166名が箱館五稜郭の戦いに出兵しており、11名の戦死者を出した。明治元年に「領分同様」とされた蝦夷地・北蝦夷地を返上している。

利恒は明治2年（1869年）の版籍奉還で大野藩知事となった。明治4年7月14日（グレゴリオ暦1871年8月29日）の廃藩置県にともない、大野藩は廃藩となり、大野県が設置された。同年11月20日（同年12月31日）に福井県（第1次）に編入された。

## 歴代藩主

### 雲州松平家
親藩 5万石
- 直政

### 結城松平家
親藩 5万石
- 直基

### 明石松平家
親藩 5万石
1. 直良
2. 直明

### 土井家
譜代 4万石
1. 利房
2. 利知
3. 利寛
4. 利貞
5. 利義
6. 利器
7. 利忠
8. 利恒

## 文化
藩で宝暦年間（1751年 - 1764年）に、荻生徂徠の流れをくむ古文辞学派が盛んになった。重臣稲垣長章（白巌）は太宰春台に学び、藩政を指揮しながら徂徠学の振興に努めた。寛政年間（1789年 - 1801年）、山本北山に学んだ雨森宗真（牛南）が徂徠学を非難し、以後藩の儒学は朱子学寄りの折衷学派に改まった。

## 江戸藩邸
江戸藩邸跡の現在の住所
- 江戸上屋敷 - 千代田区神田淡路町二丁目
- 江戸中屋敷 - 文京区湯島一丁目
- 江戸下屋敷 - 文京区目白台三丁目
- 江戸抱屋敷 - 江東区本所一丁目

## 幕末の領地
- 越前国
  - 丹生郡のうち - 13村
  - 大野郡のうち - 85村
- 北蝦夷地（樺太。ウショロを拠点とする準領地。いずれも開拓使直轄領に編入）
  - ウショロ場所（久春内郡三浜村の来知志以北）
  - ウショロ場所（鵜城郡） - ウショロに元会所（運上屋）があった
  - ウショロ場所（名好郡）
  - ウショロ場所（北樺太・幌渓、即ちホロコタン。露名・ピレオ付近）